# Triarthria legeri
Triarthria legeri là một loài ruồi trong họ Tachinidae.